# Храм Георгия Победоносца (Ожиш)
Церковь Георгия Победоносца (пол. Cerkiew św. Jerzego w Orzyszu) — приходская православная церковь, расположенная на территории города Ожиш. Принадлежит Ольштынскому церковному округу, входящему в состав Белостокско-Гданьской епархии Польской Православной Церкви.
Храм расположен по адресу: улица Элкская, 22.
Был построен в XIX веке на местном городском кладбище. Убранство церкви состоит из иконостаса. Богослужения проводятся нерегулярно, обычно раз в месяц. По правилам в богослужении принимают участие 10 человек.
10 мая 1968 года церковь была внесена в реестр памятников культурного наследия (№ 1552).
В октябре 2012 года в церкви произошла кража со взломом: маленькое Евангелие, крест, подсвечник и две иконы из иконостаса были украдены, а большое Евангелие — уничтожено.